# Archibald Montgomerie, 18. Earl of Eglinton

Wappen der Earls of Eglinton and Winton

Archibald George Montgomerie, 18. Earl of Eglinton, 6. Earl of Winton (* 27. August 1939; † 14. Juni 2018) war ein britischer Peer.
Er wurde am 27. August 1939 als ältestes Kind von Archibald Montgomerie, 17. Earl of Eglinton (1914–1966) und Ursula Joan Watson († 1987) geboren. Von 1945 bis 1966 führte er den Höflichkeitstitel Lord Montgomerie.
Er wurde am Eton College ausgebildet.
Beim Tod seines Vaters im Jahr 1966 erbte er dessen Titel. Zugleich war er seither Chief des Clan Montgomery. Mit seinem Adelstiteln war damals ein Sitz im House of Lords verbunden. Im Hansard sind jedoch keine Wortmeldungen von ihm verzeichnet. Mit dem House of Lords Act 1999 sind seine Ansprüche auf einen Sitz im House of Lords erloschen.
Von 1972 bis 1992 war er Geschäftsführer von Gerrard Holdings. Er war Mitglied der London Stock Exchange. Von 1992 bis 1994 war er Chairman der Gerrard Vivian Gray Ltd und 1994 Chairman des Edinburgh Investment Trust plc.

## Ehe und Nachkommen
Montgomerie war seit 1964 mit Marion Carolina Dunn-Yarker verheiratet. Mit ihr hatte er vier Söhne:
- Hugh Archibald William Montgomerie, Lord Montgomerie (* 1966)
- Hon. William John Montgomerie (* 1968)
- Hon. James David Montgomerie (* 1972)
- Hon. Robert Seton Montgomerie (* 1975)